# کرج ابودلف

کرج ابودلف در استان جبال

کرج ابودُلَف شهری تاریخی منسوب به ابودلف عجلی و میان اراک و بروجرد بوده‌است. امروزه محل قطعی آن مشخص نیست. برخی آن را مطابق با شهر آستانه و برخی نیز آن را مطابق با کرهرود می‌دانند. این شهر مرکز ناحیهٔ ایغارَین (به معنای دو ایغار) واقع در جنوب شرقی نهاوند بوده‌است. خلیفه، کرج ابودلف و شهر برج (به فاصلهٔ ۱۲ فرسنگی کرج بر جادهٔ اصفهان) را به ایغار (تیول) به ابودلف و خاندانش واگذار کرده‌بود به‌طوری‌که مبلغ معینی را همه ساله به خلیفه بپردازند و از همهٔ مالیات‌های دیگر معاف باشند. نام این شهر را کَرَه و کره ابودلف نیز گفته‌اند.
این شهر در زمان آل‌بویه (قرن‌های چهارم و پنجم ه‍.ق) از شهرهای شیعه‌نشین ایران بوده‌است.

## تاریخچه
اوج آبادانی این شهر در زمان ابودلف عجلی بوده‌است. ابودلف که نامش قاسم و از اعراب طایفهٔ بنی عِجل از قبائل بکر بن وائل بود پس از پدرش، عیسی بن ادریس بر این شهر و نواحی اطراف آن مسلط شد. بلاذری در فتوح البلدان می‌نویسد: «ثم ان عیسی بن ادریس نزل الکرج و غلب علیها و بنی حصنها و کان حصنارثا» از این جمله چنین برداشت می‌شود که عیسی بن ادریس با زور بر این شهر غلبه کرده و در آنجا دژی ساخته و آنجا را کانون قدرت و نفوذ خویش ساخته‌است. پس از او نیز پسرش (ابودلف) جای وی را گرفته. ابودلف که از حمایت خلیفه (مأمون و معتصم) برخوردار بوده در آنجا برای خود دستگاهی شبیه دربار شاهان فراهم کرده و از آنجایی که دستی گشاده و شاعر پسند داشته قرارگاه او در کرج محل رفت و آمد شاعران ستایشگر شده بوده‌است.
کرج در قرن سوم هجری که جغرافی نویسانی همچون قدامة بن جعفر و یعقوبی از آن نام برده‌اند به منطقهٔ وسیعی گفته می‌شده که جاپلق و بربرود را هم در بر می‌گرفته و به گفته یعقوبی بر این دو رستاق، دو رستاق دیگر هم که آن‌ها را دو فائق خوانده، و مشخص نیست کجا را قصد کرده، افزوده شده بوده‌است. قدامة همهٔ این منطقه را که کرج مرکز آن بوده ابغارین خوانده. از مبلغ خراج آنجا که او و یعقوبی هردو ذکر کرده‌اند معلوم می‌شود که جایی بسیار آباد و پر نعمت بوده، قدامة در فهرست خود خراج آنجا را سه میلیون و هشتصد هزار درهم و یعقوبی سه میلیون و چهارصد هزار درهم نوشته که در زمان واثق خلیفهٔ عباسی به سه میلیون و سیصد هزار درهم کاهش یافته بود. یعقوبی در کتاب البلدان گوید مردم آنجا ایرانیان هستند مگر آن‌ها که از خاندان عیسی بن ادریس عِجلی یا دیگر اعرابی باشند که به آن‌ها پیوسته‌اند.
این شهر تا زمان حمله مغول به ایران آباد بوده‌است. بنابر اسناد تاریخی، اتابک نصرت‌الدین، اتابک لرستان، به سلطان محمد خوارزمشاه پیشنهاد می‌کند از مردان این منطقه لشکری فراهم کنند و به مقابله با مغولان برخیزند که سلطان محمد به موجب هراسی که از مغولان داشته، این پیشنهاد را نمی‌پذیرد و فرار می‌کند. در نهایت با حمله مغولها به این شهر، کرج ابودلف نیز همانند بسیاری از شهرهای ایران ویران می‌شود.

## مکان
امروزه موقعیت دقیق کرج ابودلف مشخص نیست اما با توجه به فواصل و مسافاتی که جغرافیا نویسان در آثار خود ضبط کرده‌اند محل حقیقی آن را شهر شازند و آستانه معرفی کرده‌اند که در گذشته یک شهر بوده‌اند به نام کرج ابودلف که پیشه اکثر مردم آن دیار تولید شراب بوده که بعد از شراب شیراز معروفترین نوع شراب نه تنها در ایران بلکه در دنیا بوده. علت کیفیت بالای شراب شازند نوع خاک و نحوه تولید خاص شراب در این منطقه بوده. یک گمان دیگر وجود دارد مبنی بر این که این شهر در فاصله ۴۰ کیلومتری جنوب شهر فعلی اراک و در مکان کنونی شهر آستانه یا در دشت شازند قرار دارد
. حمدالله مستوفی محل آن را آن طرف کوه راسوند (که امروزه به راسبند معروف است) دانسته بنابراین باید محل آن را در نزدیکی سرچشمه‌های نهری که از ساروق می‌گذرد و به قره‌سو می‌پیوندد جستجو کرد. در قرن چهارم ابن حوقل در جایی که از کرج نام می‌برد گوید از بروجرد کوچکتر است با این وجود شهر مهمی است که در روی بلندی بنا شده و طول آن دو فرسخ است، دو بازار داشته یکی دم دروازهٔ مسجد جامع و دیگری در کنار دروازهٔ مقابل که آن طرف صحرای بزرگ بوده، چنان‌که صحرا بین دو بازار جا داشته‌است. این شهر چندین گرمابه داشته و خانه‌های آن از خشت خام بوده و هرچند که باغ‌های زیادی نداشته ولیکن اراضی اطراف شهر حاصلخیز بوده‌اند. یاقوت حموی گوید کرج اسمی است فارسی اهالی آنجا را کره می‌نامند. وی همچنین گوید قلعه‌ای به نام فرزین در جوار دروازهٔ کرج است. بنا به گفتهٔ حمدالله مستوفی رودخانهٔ آنجا کره رود نام داشته‌است.
یاقوت و حمدالله مستوفی در آثار خود از شهر ساروق نام برده‌اند که در شمال کرج ابودلف در ولایت فراهان واقع شده بوده که به استناد گفته‌های آنان از توابع همدان محسوب می‌شده. همچنین محل قطعی برج، دومین شهر ابغارین هنوز مشخص نشده ولی موضع تقریبی آن معلوم است، زیرا ابن حوقل گوید: «شهری نیکوست و در راهی که به اصفهان می‌روند به فاصلهٔ دوازده فرسخ از کرج واقع است.»

## نبرد کرج ابی دلف
نبردی است که در سال ۴۶۵ هجری بین سلجوقیان کرمان به رهبری قاورد و سلجوقیان بزرگ به رهبری ملکشاه در نزدیکی کرج ابی‌دلف به علت دعوی حکومت قاورد و شورش بر ضد ملکشاه رخ داد که پس از ۳ روز نبرد، سرانجام سلاجقه کرمان شکست خوردند.